# Sudamerlycaste
Sudamerlycaste – rodzaj roślin z rodziny storczykowatych (Orchidaceae). Obejmuje 41 gatunków oraz co najmniej trzy mieszańce międzygatunkowe występujące w Ameryce Południowej i na Karaibach w takich krajach jak: Kuba, Dominikana, Haiti, Jamajka, Portoryko, Wenezuela, Boliwia, Kolumbia, Ekwador, Peru, Region Południowo-Wschodni w Brazylii.

## Systematyka
Rodzaj sklasyfikowany do podplemienia Maxillariinae w plemieniu Cymbidieae, podrodzina epidendronowe (Epidendroideae), rodzina storczykowate (Orchidaceae), rząd szparagowce (Asparagales) w obrębie roślin jednoliściennych.
Wykaz gatunków
- Sudamerlycaste acaroi (Oakeley) Archila
- Sudamerlycaste andreettae (Dodson) Archila
- Sudamerlycaste angustitepala (Oakeley) Archila
- Sudamerlycaste ariasii (Oakeley) Archila
- Sudamerlycaste barringtoniae (Sm.) Archila
- Sudamerlycaste barrowiorum (Oakeley) Archila
- Sudamerlycaste castanea (Oakeley) Archila
- Sudamerlycaste ciliata (Ruiz & Pav.) Archila
- Sudamerlycaste cinnabarina (J.C. Stevens) Archila
- Sudamerlycaste cobbiana (B.S. Williams) Archila
- Sudamerlycaste costata (Lindl.) Archila
- Sudamerlycaste diastasia (D.E. Benn. & Oakeley) Archila
- Sudamerlycaste dunstervillei (Bergold) Archila
- Sudamerlycaste dyeriana (Sander ex Rolfe) Archila
- Sudamerlycaste ejirii (Oakeley) Archila
- Sudamerlycaste fimbriata (Poepp. & Endl.) Archila
- Sudamerlycaste fulvescens (Hook.) Archila
- Sudamerlycaste gigantea (Lindl.) Archila
- Sudamerlycaste grandis (Fowlie ex Oakeley) Archila
- Sudamerlycaste heynderycxii (E. Morren) Archila
- Sudamerlycaste hirtzii (Dodson) Archila
- Sudamerlycaste jamesiorum (Oakeley) Archila
- Sudamerlycaste jimenezii (Oakeley) Archila
- Sudamerlycaste lacheliniae (Oakeley) Archila
- Sudamerlycaste laciniata (Oakeley) Archila
- Sudamerlycaste lanipes (Lindl.) Archila
- Sudamerlycaste lata (Rolfe) Archila
- Sudamerlycaste linguella (Rchb. f.) Archila
- Sudamerlycaste lionetii (Cogn. & Gooss. ex Oakeley) Archila
- Sudamerlycaste locusta (Rchb. f.) Archila
- Sudamerlycaste maxibractea (D.E. Benn. & Oakeley) Archila
- Sudamerlycaste munaensis (Oakeley) Archila
- Sudamerlycaste nana (Oakeley) Archila
- Sudamerlycaste pegueroi Archila
- Sudamerlycaste peruviana (Rolfe) Archila
- Sudamerlycaste priscilae (I. Portilla ex Oakeley) Archila
- Sudamerlycaste reichenbachii (Gireoud ex Rchb. f.) Archila
- Sudamerlycaste rikii (Oakeley) Archila
- Sudamerlycaste rossyi (Hoehne) Archila
- Sudamerlycaste shigerui (Oakeley) Archila
- Sudamerlycaste uribei (Oakeley) Archila

Wykaz mieszańców
- Sudamerlycaste × monopampanensis (Oakeley) Archila
- Sudamerlycaste × tornemezae (Oakeley) Archila
- Sudamerlycaste × troyanoi (Oakeley) Archila